# Município de East Union (condado de Wayne, Ohio)
O município de East Union (em inglês: East Union Township) é um município localizado no condado de Wayne no estado estadounidense de Ohio. No ano 2010 tinha uma população de 6821 habitantes e uma densidade populacional de 74,05 pessoas por km².

## Geografia
O município de East Union encontra-se localizado nas coordenadas 40° 46′ 12″ N, 81° 49′ 05″ O. Segundo a Departamento do Censo dos Estados Unidos, o município tem uma superfície total de 92.11 km², da qual 91.89 km² correspondem a terra firme e (0.23%) 0.21 km² é água.

## Demografia
Segundo o censo de 2010, tinha 6821 pessoas residindo no município de East Union. A densidade populacional era de 74,05 hab./km².